# Schöneberg, Altenkirchen
Schöneberg là một đô thị thuộc huyện Altenkirchen, trong bang Rheinland-Pfalz, phía tây nước Đức. Đô thị Schöneberg, Altenkirchen có diện tích km², dân số thời điểm ngày 31 tháng 12 năm 2006 là 414 người.